# Zsá Zsá Inci Bürkle
Zsá Zsá Inci Bürkle (* 20. August 1995 in Pforzheim), auch bekannt unter ihrem Künstlernamen Zsá Zsá, ist eine deutsche Schauspielerin und Sängerin.

## Werdegang
Bürkle wuchs zunächst in Straubenhardt-Ottenhausen auf. Im Alter von sechs Jahren zog sie mit ihrer Mutter nach Berlin, wo sie bis heute lebt. Als ihre Mutter in den USA arbeitete, machte Bürkle dort ihren High-School-Abschluss. Sie absolvierte ihre Schauspielausbildung am Lee Strasberg Theatre & Film Institute.
Sie wurde durch ihre Rolle als Trude in dem Film Die Wilden Hühner (2006) und dessen Fortsetzungen bekannt. In Bora Dagtekins Arztserie Doctor’s Diary war Bürkle in allen drei Staffeln als junge Gretchen Haase in den Erinnerungs-Rückblenden der Hauptfigur, gespielt von Diana Amft, zu sehen. Auch stand sie für Werbespots von RBB und ZDF vor der Kamera. Zudem spielte sie 2015 in dem Film Fack ju Göhte 2 in einer Nebenrolle mit. Im Jahre 2016 folgte eine Hauptrolle im Sat.1-Fernsehfilm Verdammt verliebt auf Malle unter der Regie von Ulli Baumann. In der RTL-Serie Der Lehrer trat sie ab 2016 als Emma Dehler wiederkehrend in Erscheinung. Weitere Episodenrollen, häufig in Krimireihen wie Ein Fall für zwei oder SOKO Stuttgart, folgten.
Neben der Schauspielerei macht Bürkle Musik. Seit 2014 ist sie Mitglied des Electronic-Duos „Lionzz“, das am 19. September 2014 seine erste EP Catalyst als digitales Album auf iTunes veröffentlichte. Im November 2021 veröffentlichte sie ihre erste Solo-Single, „Scare Me“ unter ihrem Künstlernamen Zsá Zsá. Seit Juli 2024 veröffentlicht Zsá Zsá ihre Songs auf Deutsch. Mit eindringlichen Hooks erreicht sie auf der Social-Media-Plattform TikTok schnell ein Millionenpublikum. Ihren musikalischen Stil nennt sie selbst Hyperrap, welcher eine Mischung aus Ski Aggu, Ikkimel und Domiziana ist und somit den Puls der Gen Z trifft, was ihren Erfolg auf Social Media erklärt.

## Filmografie
- 2004: Dicker als Wasser (Kurzfilm)
- 2006: Die Wilden Hühner
- 2007: Die Wilden Hühner und die Liebe
- 2008–2011: Doctor’s Diary (Fernsehserie, 18 Folgen)
- 2009: Die Wilden Hühner und das Leben
- 2010: Undercover Love (Fernsehfilm)
- 2013: Mord in den Dünen (Fernsehfilm)
- 2015: Endlich Frühling (Fernsehfilm)
- 2015: Fack ju Göhte 2
- 2015: Das goldene Ufer (Fernsehfilm)
- 2016: Die 7. Stunde (Fernsehfilm)
- 2016: Letzte Spur Berlin (Fernsehserie, Folge Fenster zum Hof)
- 2016: Verdammt verliebt auf Malle (Fernsehfilm)
- 2016–2021: Der Lehrer (Fernsehserie, 19 Folgen)
- 2016: Löwenzahn (Fernsehserie, Folge Schuhe)
- 2017: High Society
- 2017: Heldt (Fernsehserie, Folge Die Lehrer, die ich rief)
- 2017: Letzte Liebe (Video von Prinz Pi)
- 2018: Der Zürich-Krimi (Fernsehserie, Folge Borchert und die Macht der Gewohnheit)
- 2018: Gladbeck (Fernsehfilm, Zweiteiler)
- 2018: Beck is back! (Fernsehserie, 2 Folgen)
- 2018: Morden im Norden (Fernsehserie, Folge Dunkle Wasser)
- 2018: SOKO Potsdam (Fernsehserie, Folge Falsches Spiel)
- 2018: Ein Fall für zwei (Fernsehserie, Folge Tod eines Piloten)
- 2019: Walpurgisnacht – Die Mädchen und der Tod
- 2019: Der Bulle und das Biest (Fernsehserie, Folge Tanz mit dem Teufel)
- 2019: Professor T (Fernsehserie, Folge Lügen)
- 2019: All My Loving
- 2019: SOKO Stuttgart (Fernsehserie, Folge #Mord)
- 2020: WaPo Bodensee (Fernsehserie, Folge Echte Freunde)
- 2022: Saubere Sache (Fernsehserie, Folge Fake oder Fame)
- 2022: Der Bozen-Krimi (Fernsehserie, Folge Familienehre)
- 2022: Liebesdings
- 2023: Kleine Eheverbrechen (Fernsehfilm)
- 2023: Dünentod – Ein Nordsee-Krimi (Fernsehserie, Folge Tödliche Falle)
- 2024: Bad Influencer (Fernsehserie, Folge Fields of Fatality)
- 2024: Haltlos

## Diskografie
EPs
- 2014: Catalyst (mit Lionzz)
- 2022: Harmony[13]

Singles
- 2021: Scare Me
- 2022: Pull Up Flex[14]
- 2022: Imposter
- 2022: Your Brother
- 2023: Madness
- 2023: Not nice
- 2023: Strawberry
- 2024: Er kriegt mich nicht
- 2024: Ärger
- 2024: Pberg
- 2024: Bestie
- 2025: okay!
- 2025: rio (freestyle)
- 2025: Bad Bunnie$